# Wolfvulkanen

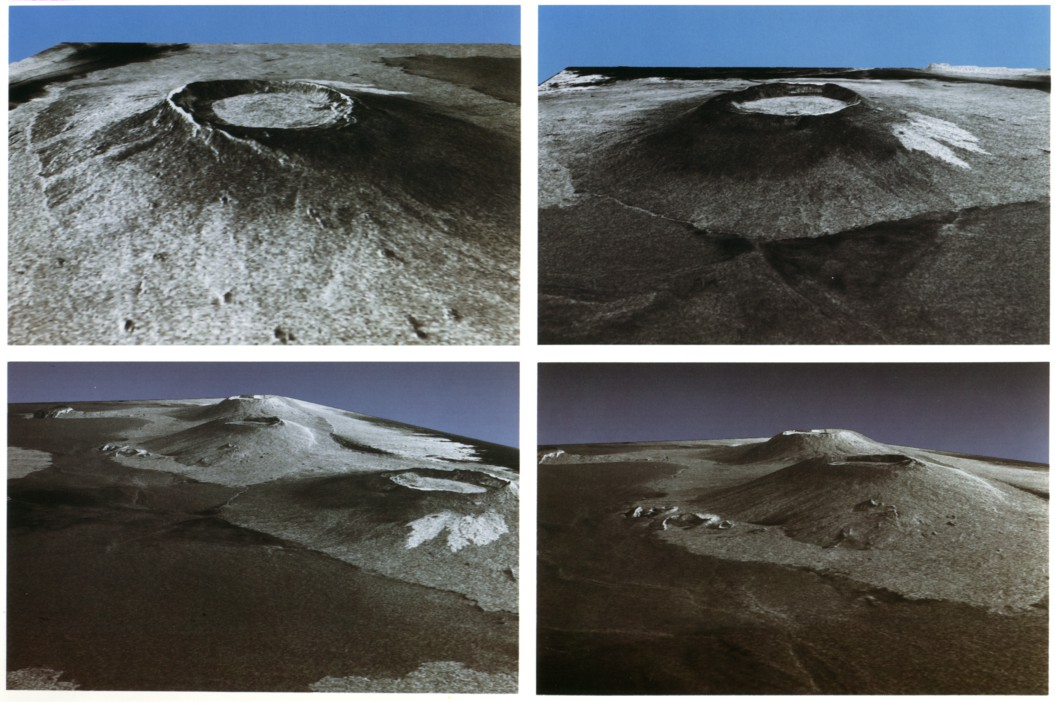
Wolfvulkanen

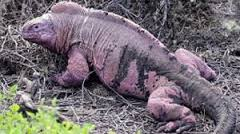
Rosa landleguanen

Wolfvulkanen är en 1 707 meter hög vulkan och en av den bebodda ön Isabelas fem vulkaner. Isabela ligger i ögruppen Galápagos i Stilla havet. 
Vulkanen fick i maj 2015 sitt första utbrott sedan 1982. Utbrottet befarades kunna hota är den rosa landleguanen, Conolophus marthae, som bara finns på norra delen av Isabela.

## Källa
- Vulkanutbrott på Galápagos hotar unikt djur SVT 25 maj 2015